# 수잔 데이비스
수잔 데이비스(Suzanne Davis, 1978년 2월 10일 ~ )는 미국의 배우, 영화배우이다. 덴턴에서 태어났다.
로스앤젤레스에 살다가 지금은 네바다주 레노에서 거주한다.

## 경력
TV 영화 '제너레이션 X'에서 버프 역으로 데뷔했다.
영화 28일 동안에 출연했으며 제너럴 호스피털 스핀오프인 포트 찰스(Port Charles)에서 잰(Jan) 역을 맡았다. 데이비스는 또한 NBC 피터 앤젤 십대 시트콤 제작 "말리부, CA"에서 알렉스 카우프먼(Alex Kaufman) 역을 맡았다.

## 방송
- 언드레스드